# Albatros D.V
Albatros D.V — німецький винищувач-біплан. Створений компанією «Albatros Flugzeugwerke», використовувався Luftstreitkräfte у часи Першої світової війни. Остання розробка сімейства літаків «Albatros D.I» та останній винищувач «Albatros», що був прийнятий на озброєння. Незважаючи на їх добре відомі недоліки та загальну застарілість, було побудовано приблизно 900 літаків D.V та 1612 літаків D.Va до припинення виробництва у квітні 1918 року. D.Va продовжував експлуатуватися до кінця війни.

## Дизайн і розробка

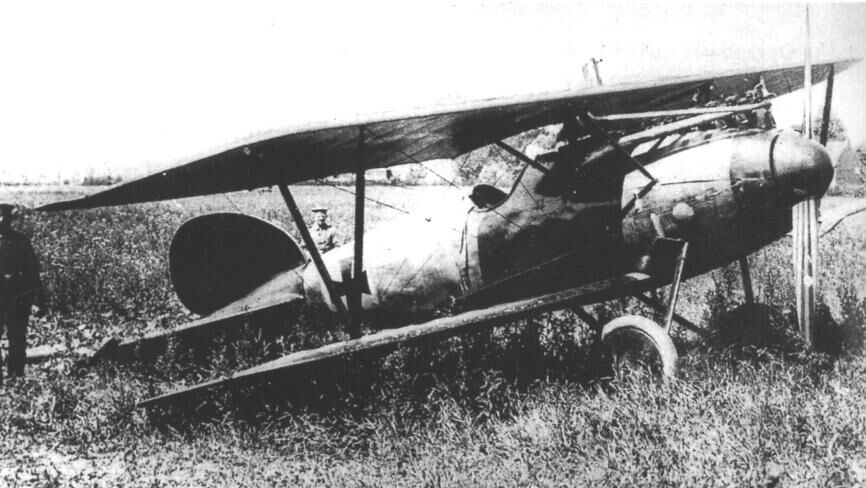
«Альбатрос D.V» Манфреда фон Ріхтгофена (серійний номер невідомий)

У квітні 1917 року «Albatros Flugzeugwerke» отримала замовлення від Інспекторату військово-повітряних сил (Idflieg) на створення вдосконаленої версії винищувача «Albatros D.III». Того ж місяця було створено і запущено прототип D.V. Він дуже нагадував D.III та використовував той же двигун Mercedes D.III потужністю 127 кВт (170 к.с.). Найпомітнішою відмінністю був повністю еліптичний поперечний переріз фюзеляжу, який був на 32 кг легший за фюзеляжі попередніх конструкцій від D.I до D.III, що мали частково уплощену форму перерізу. Для фюзеляжу нової форми знадобилися додаткові лонжерони з кожного боку. Новий еліптичний поперечний переріз вимагав додаткового лонжерона з кожного боку фюзеляжу, а кіль, стерно та оперення спочатку залишалися такими ж, як у D.III. Прототип D.V мав стерно, аналогічне до D.III виробництва заводу «Johannisthal», але на серійних зразках використовувався збільшене стерно, як у D.III, побудованих «Ostdeutsche Albatroswerke». D.V також мав більші розміри обтічника та нижнього кіля.

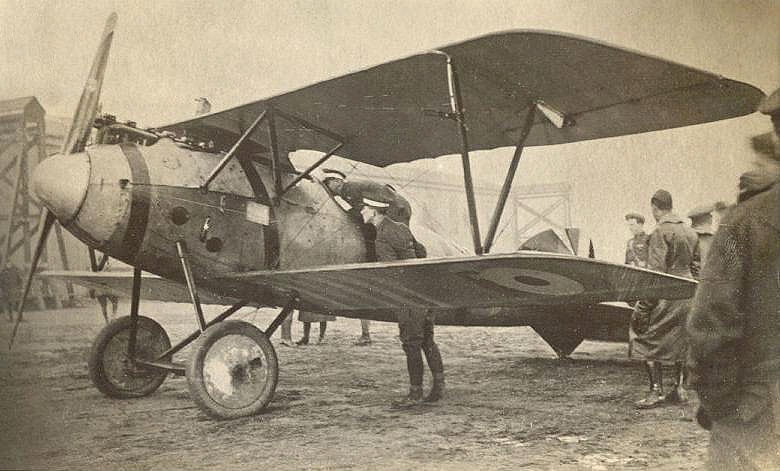
Трофейний «Albatros D.V» (серійний номер D.1162/17) з британськими ронделями

Порівняно з D.III, верхнє крило D.V було на 121 мм ближче до фюзеляжу, тоді як нижнє крило кріпилися до фюзеляжу без обтічника-зализу. Крила D.V були майже ідентичні тим, що були у стандартного D.III, який мав розташування крил за типом сесквіплана (біплани, у яких верхнє крило вдвічі більше за нижнє), загалом подібне до французького «Nieuport 11». Єдиною суттєвою відмінністю між крилами D.III і D.V було переміщення тросів елеронів — їх повністю перенесли на верхнє крило. Структурні випробування фюзеляжу, але не крил D.V. Ранні зразки D.V мали великий підголівник, який пілоти під час вильотів зазвичай знімали, оскільки він обмежував поле зору. У другій партії літаків ці підголовники було вилучено. Літаки, що застосовувалися у Палестині, використовували два радіатори охолодження на крилах як пристосування до умов більш теплого клімату.
У квітні 1917 року Idflieg замовив 200 літаків D.V, додатково запросивши також 400 у травні та 300 у липні. Початкове виробництво D.V здійснювалося виключно на заводі «Johannisthal», «Ostdeutsche Albatroswerke» ж до кінця 1914 року займався виготовленням D.III.

## Історія експлуатації

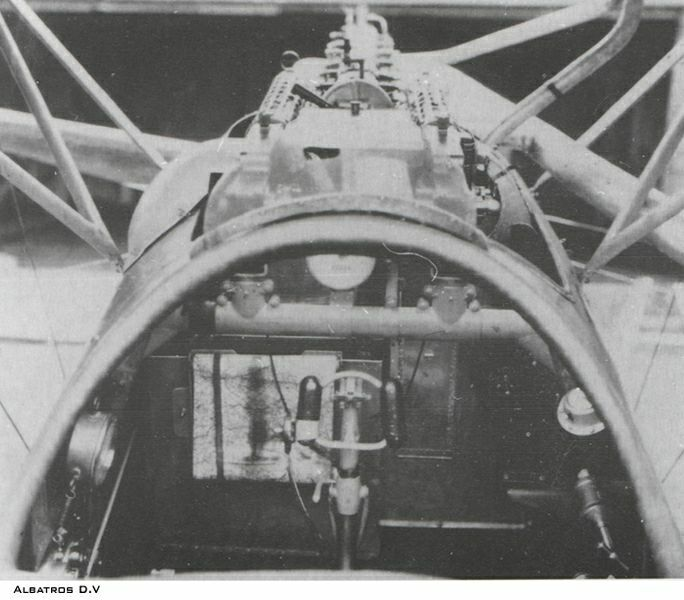
Вид з місця пілота у кокпіті «Albatros D.V»

D.V надійшов на озброєння в травні 1917 року, і відразу ж було виявлено конструктивні недоліки нижнього крила. Протягом місяця Idflieg проводив запізніле стрес-тестування і дійшов висновку, що компонування крила D.V навіть більш вразливе, ніж у його попередника. Зовнішні секції верхнього крила D.V також мали недоліки, що вимагало додаткового дротяного кріплення, а фюзеляж іноді тріскався під час жорстких посадок. При цих проблемах D.V продемонстрував лише незначне покращення продуктивності. Пілоти на фронті з сильною недовірою ставилися до цих нових літаків, часто в D.III. Зокрема, Манфред фон Ріхтгофен в листі, написаному у липні 1917 року, описав D.V як «настільки застарілий і настільки слабкий у порівнянні з англійськими, що цей літак ні на що не згодиться». Британські випробування захопленого D.V показали, що літак був повільним у маневруванні, важким для керування та втомливим для польоту.

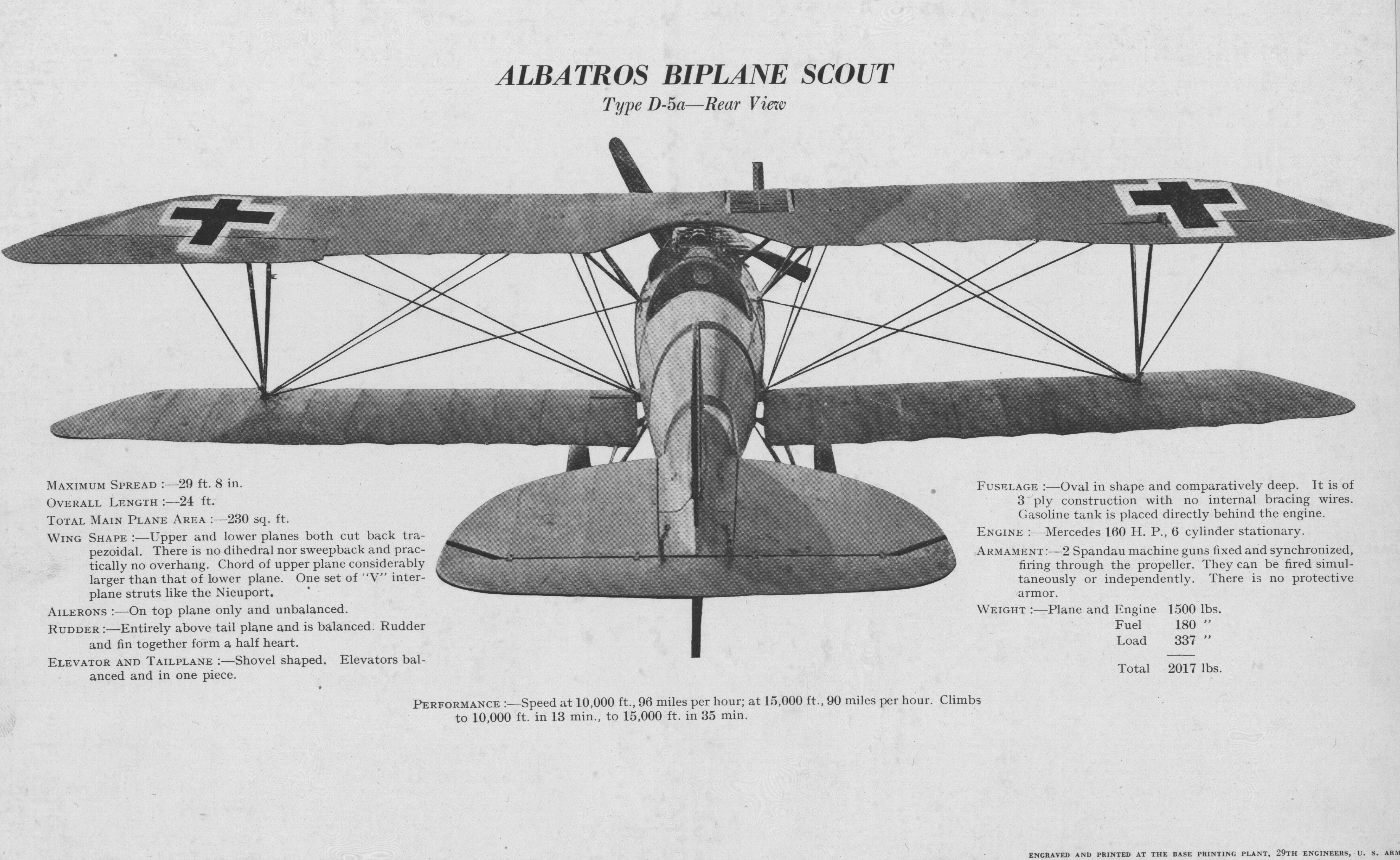
Креслення біплану-розвідника «Albatros D.Va»

Компанія «Albatros» у відповідь на критику розробила модифікацію D.Va, яка мала міцніші лонжерони крил, важчі нервюри крил та зміцнений фюзеляж. D.Va був на 23 кг важчий за D.III, але все одно проблеми конструкції подолати повністю не вдалося. Збільшену вагу моделі компенсували за допомогою використання висококомпресійного двигуна Mercedes D.IIIaü 130 кВт (180 к.с.). Крім того, у D.Va повернулася конструкція тросів елеронів, що використовувалася у D.III — вони проходили через нижне крило назовні і вгору до елеронів. Крила D.III і D.Va були взаємозамінними. Для більшого зміцнення крила D.Va також отримав невелику діагональну розтяжку, що з'єднувала передню біпланну стійку з передньою кромкою нижнього крила (також ця модифікація була застосована до деяких D.V).
Idflieg замовив на 262 літаки D.Va у серпні 1917 року, розширивше це замовлення на ще 250 у вересні та на ще 550 у жовтні. В жовтні замовлення на 600 літаків D.Va отримала і Ostdeutsche Albatros Werke, яка займалася виробництвом D.III. Поставки D.Va розпочалися в жовтні 1917 року. Через конструктивні проблеми Fokker Dr.I і посередні характеристики Pfalz D.III Luftstreitkräfte не мало кращої за альтернативи D.Va аж до середини 1918 року, коли на озброєння надійшов Fokker D.VII. Виробництво D.Va припинилося в квітні 1918 року. У травні 1918 року на Західному фронті перебували на озброєнні 131 D.V і 928 D.Va. Під кінець війни більшість з них замінили на Fokker D.VII, і до 31 серпня на фронті лишилося менш ніж 400 винищувачів різних моделей «Albatros», але аж до Комп'єнського перемир'я вони продовжували службу.

## Вцілілі екземпляри

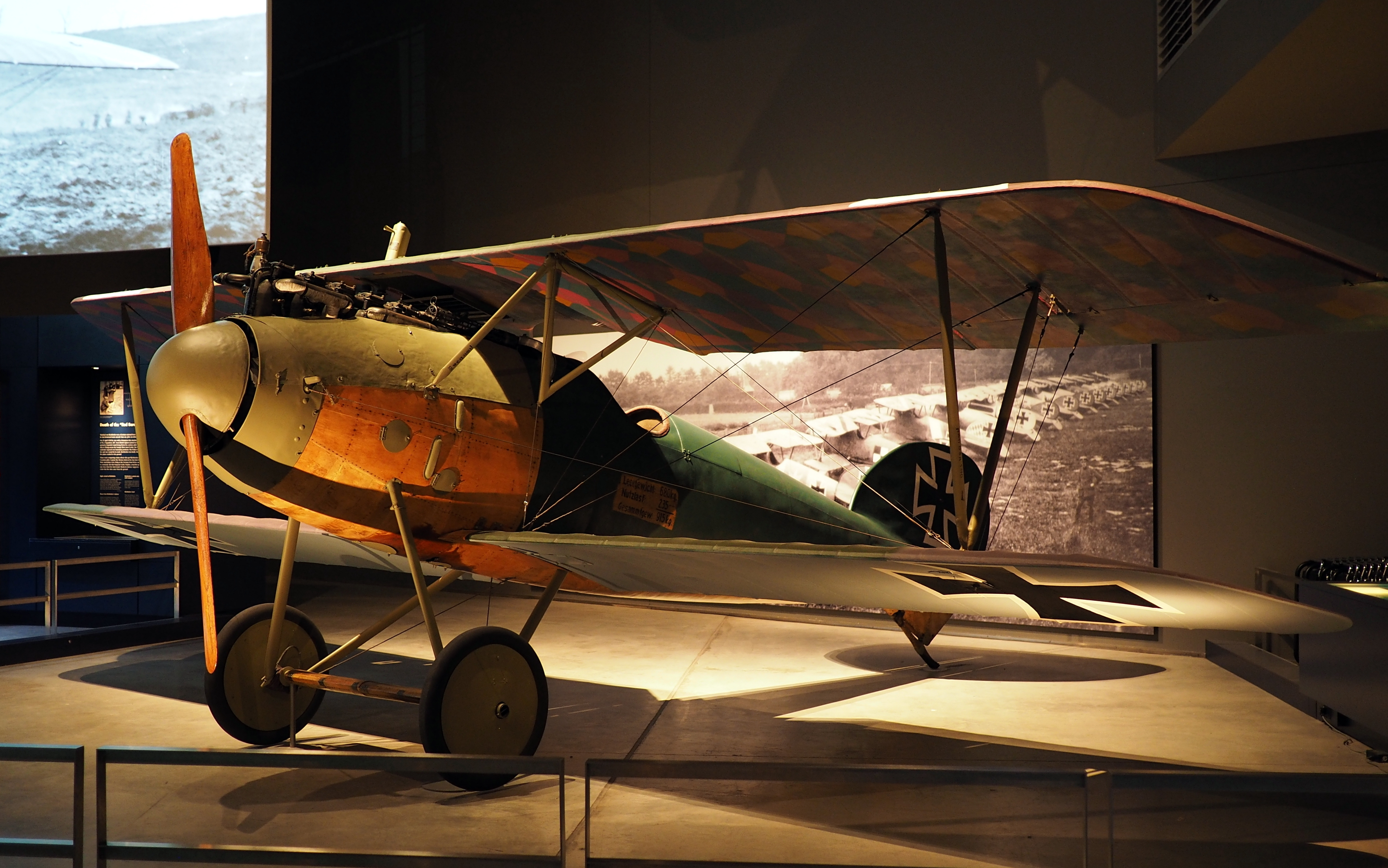
«D.Va» (серійний номер D.5390/17) D.Va (серійний номер D.5390/17), виставлений в Австралійському військовому меморіалі у Канберрі

В музеях збереглося два літаки модифікації D.Va.
- Літак з серійним номером D.7161/17, що належав до ескадрильї Jagdstaffel 46[en], був захоплений у квітні або травні 1918 року і в 1919 році був переданий до Меморіального музею Де Янга в Сан-Франциско, штат Каліфорнія. У 1949 році літак був придбаний Національним музеєм авіації і космонавтики у Вашингтоні, де знаходився на зберіганні до початку реставрації в 1977 році і де виставлений з 1979 року.
- Літак з серійним номером D.5390/17 був збитий 17 грудня 1917 року винищувачем Royal Aircraft Factory R.E.8[en] Австралійського авіакорпусу. Він приземлився у тилу 21-го піхотного батальйону Другої австаралійської дивізії, пілот Рудольф Клауш був взятий у полон. У лютому 1918 року Військове міністерство Великої британії передало D.5390/17 Австралійському авіакорпусу як військовий трофей. Згодом його було виставлено в Австралійському військовому меморіалі [12]. З 2001 по 2008 рік літак перебував на реставрації, після чого повернувся до експозиції.

## Оператори
Німецька імперія

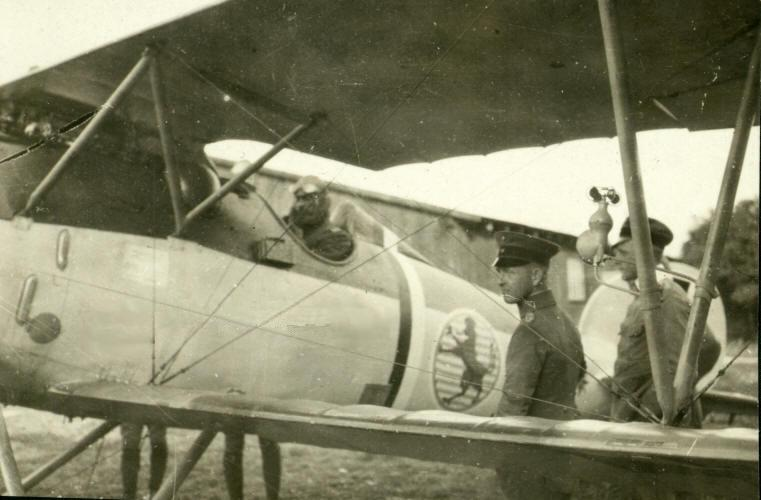
Едуард Ріттер фон Шляйх у своєму «D.V» (серійний номер D.2034/17)

- Імперська повітряна служба Німеччини
- Імператорські військово-морські сили Німеччини

 Польща
- Повітряні сили Польщі (після війни)

 Османська імперія
- Повітряні сили Османської імперії

## Тактико-технічні характеристики

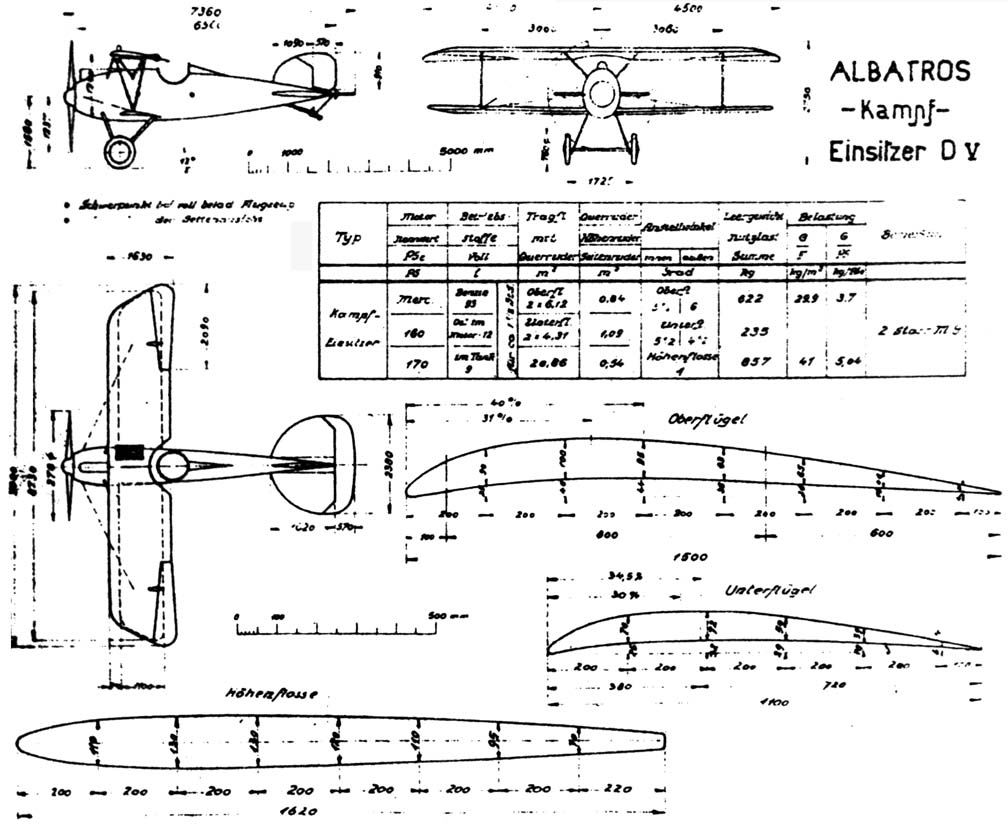
Креслення «Albatros D.V»

### Технічні характеристики
- Екіпаж: 1 пілот
- Довжина: 7,33 м
- Розмах крила: 9,05 м
- Висота: 2,7 м
- Площа крила: 21,2 м²
- Маса порожнього: 687 кг
- Споряджена маса: 937 кг
- Силова установка: поршневий двигун Mercedes D.IIIaü
- Потужність двигунів: 1 × 200 к.с. (147 кВт)
- Пропелер: дерев'яний, дві лопасті

### Льотні характеристики
- Максимальна швидкість: 186 км / год
- Дальність польоту: 350 км
- Практична стеля: 5700 км
- Швидкопідйомність: 4,17 м / с

### Озброєння
- Стрілецько-гарматне: 2 × 7,92 мм синхронні кулемети LMG 08/15 «Шпандау»

## Виноски
1. ↑  Mikesh, Robert C. Albatros D.Va: German Fighter of World War I. Washington, D.C.: Smithsonian Institution Press, 1980. ISBN 0-87474-633-7. Стор. 15.
2. ↑  Grosz, Peter M. Albatros D.III (Windsock Datafile Special). Berkhamsted, Herts, UK: Albatros Publications, 2003. ISBN 1-902207-62-9. Стор. 21–22.
3. 1 2 3 4  Connors, John F. Albatros Fighters in Action (Aircraft No. 46). Carrollton, Texas: Squadron/Signal Publications, Inc., 1981. ISBN 0-89747-115-6. Стор. 22.
4. 1 2 3 4  VanWyngarden, Greg. Albatros Aces of World War I Part 2 (Aircraft of the Aces No. 77). Oxford, UK: Osprey Publishing, 2007. ISBN 1-84603-179-6. Стор. 40.
5. ↑  Guttman, Jon. SE 5A vs Albatros D V: Western Front 1917-18 (Duel 20). Oxford, UK: Osprey Publishing, 2009. ISBN 978-1-84603-471-8. Стор. 31.
6. ↑  Guttman, Jon. SE 5A vs Albatros D V: Western Front 1917-18 (Duel 20). Oxford, UK: Osprey Publishing, 2009. ISBN 978-1-84603-471-8. Стор. 22.
7. ↑  Bennett, Leon. Gunning for the Red Baron. College Station, Texas: Texas A&M University Press, 2006. ISBN 1-58544-507-X. Стор. 124.
8. 1 2  VVanWyngarden, Greg. Albatros Aces of World War I Part 2 (Aircraft of the Aces No. 77). Oxford, UK: Osprey Publishing, 2007. ISBN 1-84603-179-6. Стор. 65.
9. 1 2  Mikesh, Robert C. Albatros D.Va: German Fighter of World War I. Washington, D.C.: Smithsonian Institution Press, 1980. ISBN 0-87474-633-7. Стор. 17.
10. ↑  Mikesh, Robert C. Albatros D.Va: German Fighter of World War I. Washington, D.C.: Smithsonian Institution Press, 1980. ISBN 0-87474-633-7. Стор. 7.
11. ↑  Herris, Jack. Pfalz Aircraft of World War I (Great War Aircraft in Profile, Volume 4). Boulder, Colorado: Flying Machine Press, 2001. ISBN 1-891268-15-5. Стор. 154.
12. ↑  "Albatros D.Va Scout Aircraft." Australian War Memorial. Retrieved: 20 July 2017.